# Tray Buchanan
Pour les articles homonymes, voir Buchanan.
Tray Buchanan, né le 2 novembre 1998 à East Moline, en Illinois, est un joueur américain de basket-ball évoluant aux postes de meneur et d'arrière.

## Biographie
Il fréquente quatre structures universitaires différentes en cinq ans. Il dispute sa première saison professionnelle avec le club chypriote de l'AEL Limassol.
Le 12 juillet 2023, Buchanan rejoint le Stade rochelais pour la saison 2023-2024. Il devient champion de France de Pro B et obtient le titre de MVP de la saison régulière et des finales.
Le 13 mai 2024, il signe avec Le Mans.